# Comuna Hodiv, Zboriv
Hodiv (în ucraineană Годів) este o comună în raionul Zboriv, regiunea Ternopil, Ucraina, formată din satele Hodiv (reședința), Iosîpivka și Țețivka.

## Demografie
Componența lingvistică a comunei Hodiv
     Ucraineană (99,76%)
     Alte limbi (0,12%)
Conform recensământului din 2001, majoritatea populației comunei Hodiv era vorbitoare de ucraineană (99,76%), existând în minoritate și vorbitori de alte limbi.